# Тур-Гурни
Тур-Гурни (пол. Tur Górny) — село в Польщі, у гміні Міхалув Піньчовського повіту Свентокшиського воєводства.
Населення — 185 осіб (2011).
У 1975-1998 роках село належало до Келецького воєводства.

## Демографія
Демографічна структура на день 31 березня 2011 року:
|          | Загалом | Допрацездатний вік | Працездатний вік | Постпрацездатний вік |
| -------- | ------- | ------------------ | ---------------- | -------------------- |
| Чоловіки | 90      | 18                 | 55               | 17                   |
| Жінки    | 95      | 19                 | 50               | 26                   |
| Разом    | 185     | 37                 | 105              | 43                   |